# Горошковы
Горошковы  —  древний новгородский, посаднический и дворянский род.

## История рода
Иосиф (Есип) Андреевич, боярин, затем посадник (1443), его жена Евфимья владела поместьями в Вотской, Деревской и Шелонской пятинах. Их сын Иван упоминается (1475).
Казарин Петрович служил по Переславлю и написан (1537) в Дворовой тетради.
В начале XVII века упоминаются Тимофей и Борис Тимофеевичи.

## См.также
- Гюрятиничи-Роговичи